# Барон Макдональд

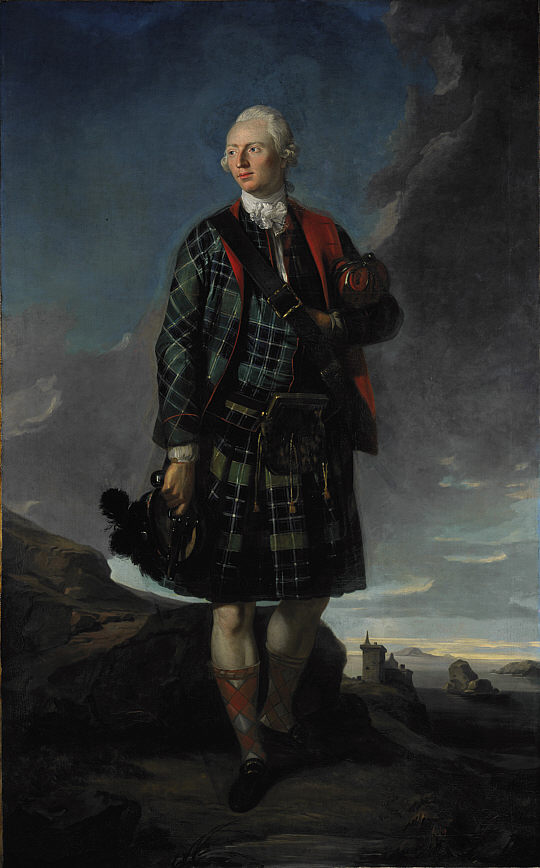
Александр Макдональд, 1-й барон Макдональд, 9-й баронет из Слита (1745—1795), Национальная галерея Шотландии

Барон Макдональд из Слита в графстве Антрим — наследственный титул в системе Пэрства Ирландии. Он был создан 25 июля 1776 года для сэра Александра Макдональда, 9-го баронета из Слита (ок. 1745—1795). Клан Макдональд из Слита ведёт своё происхождение от Хью Макдональда, лорда Слита (ум. 1498), внебрачного сына Александра Макдональда, графа Росса и лорда Островов (ум. 1449). 28 мая 1625 года его потомок, Арчибальд Макдональд получил титул баронета из Слита в острове Скай в графстве Инвернесс (Баронетство Новой Шотландии).
Его потомок, Александр Макдональд, 9-й баронет из Слита (ок. 1745—1795), стал пэром Ирландии в качестве барона Макдональда из Слита в графстве Антрим. В 1776 году лорд Макдональд женился на Элизабет Диане Босвилл, дочери Годфри Босвилла. Их старший сын, Александр Макдональд, 2-й барон Макдональд (1773—1824), представлял в Палате общин Великобритании Салташ (1796—1801, 1801—1802). Он не был женат, поэтому ему наследовал его младший брат, Годфри Макдональд, 3-й барон Макдональд из Слита (1775—1832). Он имел чин генерал-лейтенанта британской армии. В 1814 году лорд Макдональд унаследовал от своей матери имения Босвиллей в Йоркшире и, получив королевское разрешение, принял фамилию «Босвилл» вместо «Макдональд». В 1824 году после наследования титула барона Макдональда он вновь принял фамилию «Макдональд» вместо «Босвилл». В 1803 году лорд Макдональд по английской церемонии женился на Луизе Марии ла Коаст (1782—1835), незаконнорождённой дочери принца Уильяма Генри, герцога Глостера и Эдинбурга, внука короля Англии Георга II. На самом же деле они поженились ещё в 1799 году по шотландской церемонии. Александр Уильям Роберт Босвилл, старший сын Годфри Макдональда, рождённый до английской церемонии в 1803 году, не получил разрешения на наследования отцовских титулов. Поэтому после смерти Годфри Макдональда его титулы унаследовал его второй сын, Годфри Уильям Уэнтуорт Макдональд, 4-й барон Босвилл-Макдональд из Слита (1809—1863). Его правнук, Александр Годфри Макдональд, 7-й барон Макдональд из Слита (1909—1970), служил лордом-лейтенантом графства Инвернесс (1952—1970).
По состоянию на 2013 год носителем титула являлся сын последнего, Годфри Джеймс Макдональд, 8-й барон Макдональд из Слита (род. 1947). Также он является вождем клана Макдональдов.
Согласно решению суда в июне 1910 года, дети Годфри Макдональда, 3-го барона Макдональда из Слита, родившиеся до заключения брака по английской церемонии 1803 года, являются законными по шотландскому праву. Тем не менее, это решение было действительным только в отношении баронетства Новой Шотландии, а не пэрства Ирландии. Таким образом, законным преемником 3-го баронета в титуле баронета Макдональда из Слита стал его старший сын Александр Уильям Роберт Босвилл Макдональд (1800—1847), де-юре 12-й баронет. В 1832 году, получив королевское разрешение, он принял фамилию Босвилл и в 1847 году унаследовал поместья своего отца в Йоркшире, что было подтверждено парламентским актом. Его внук, сэр Александр Уэнтуорт Макдональд Босвилл Макдональд, де-юре 14-й баронет (1865—1933), был признан в качестве баронета в соответствии с судебным решением 1910 года.
По состоянии на 2013 год носителем титула являлся правнук последнего, сэр Иэн Годфри Босвиль Макдональд, 17-й баронет (род. 1947).

## Баронеты Макдональд из Слита (креация 1625 года)
- 1625—1643: Сэр Дональд Макдональд, 1-й баронет (умер октябрь 1643), единственный сын Арчибальда Дугласа и Маргарет Макдональд, внук Дональда Макдональда (ум. 1573), 6-го вождя клана Макдональд из Слита
- 1643—1678: Сэр Джеймс Макдональд, 2-й баронет (умер 8 декабря 1678), старший сын предыдущего и леди Джанет Маккензи
- 1678—1695: Сэр Дональд Макдональд, 3-й баронет (умер 5 февраля 1695), старший сын предыдущего от первого брака с леди Маргарет Маккензи
- 1695—1718: Сэр Дональд Макдональд, 4-й баронет (умер 1718), старший сын предыдущего и леди Мэри Дуглас
- 1718—1720: Сэр Дональд Макдональд, 5-й баронет (ок. 1697 − 1720), единственный сын предыдущего и леди Мэри Макдональд
- 1720—1723: Сэр Джеймс Макдональд, 6-й баронет (умер 1723), второй сын Дональда Макдональда, 3-го бароненета, и леди Мэри Дуглас, дядя предыдущего
- 1723—1746: Сэр Александр Макдональд, 7-й баронет (1711 — 23 ноября 1746), единственный сын предыдущего от первого брака с Джанет Маклеод
- 1746—1766: Сэр Джеймс Макдональд, 8-й баронет (ок. 1742 — 26 июля 1766), старший сын предыдущего от второго брака с леди Маргарет Монтогомери
- 1766—1795: Сэр Александр Макдональд, 9-й баронет[англ.] (ок. 1745 — 12 сентября 1795), младший брат предыдущего, барон Макдональд с 1776 года.

## Бароны Макдональд (креация 1776 года)
- 1776—1795: Александр Макдональд, 1-й барон Макдональд[англ.] (ок. 1745 − 12 сентября 1795), младший сын сэра Александра Макдональда, 7-го баронета (1711—1746)
- 1795—1824: Александр Уэнтуорт Макдональд, 2-й барон Макдональд[англ.] (9 декабря 1773 — 19 июня 1824), старший сын предыдущего и леди Элизабет Дианы Босвилл (1748—1789)
- 1824—1832: Годфри Макдональд, 3-й барон Макдональд из Слита[англ.] (14 октября 1775 — 13 октября 1832), младший брат предыдущего
- 1832—1863: Годфри Уильям Уэнтуорт Босвилл-Макдональд, 4-й барон Макдональд (16 марта 1809 — 25 июля 1863), третий сын предыдущего
- 1863—1874: Сомерлед Джеймс Браденелл Босвилл-Макдональд, 5-й барон Макдональд (2 октября 1849 — 25 декабря 1874), старший сын предыдущего
- 1874—1947: Рональд Арчибальд Босвилл-Макдональд, 6-й барон Макдональд (9 января 1853 — 20 января 1947), младший брат предыдущего
- 1947—1970: Александр Годфри Макдональд, 7-й барон Макдональд[англ.] (27 июня 1909 — 29 ноября 1970), старший сын достопочтенного Годфри Эвана Хью Босвилла Макдональда (1879—1914), второго сына предыдущего
- 1970 — настоящее время: Годфри Джеймс Макдональд, 8-й барон Макдональд (род. 28 ноября 1947), старший сын предыдущего
  - Наследник титула: достопочтенный Годфри Эван Томас Уго Макдональд Младший (род. 24 февраля 1982), единственный сын предыдущего.

## Баронеты Макдональд из Слита (продолжение креации 1625 года)
- 1832—1847: Сэр Уильям Роберт Александр Босвилл Макдональд, де-юре 12 баронет (12 сентября 1800 — 22 сентября 1847), старший сын Годфри Макдональда, 3-го барона Макдональда из Слита
- 1847—1865: Сэр Годфри Уэнтуорт Баярд Босвилл, де-юре 13 баронет (6 января 1826 — 11 октября 1865), единственный сын предыдущего
- 1865—1933: Сэр Александр Уэнтуорт Макдональд Босвилл Макдональд, 14 баронет (26 сентября 1865 — 26 марта 1933), единственный сын предыдущего, признан в качестве 14-го баронета в 1910 году
- 1933—1951: Сэр Годфри Миддлтон Босвилл Макдональд, 15-й баронет (25 сентября 1887 — 3 августа 1951), единственный сын предыдущего
- 1951—1958: Сэр Александр Сомерлед Ангус Босвилл Макдональд, 16-й барнонет (6 ноября 1917 — 21 октября 1958), старший сын предыдущего
- 1958 — настоящее время: Сэр Иэн Годфри Босвилл Макдональд, 17-й баронет (род. 18 июля 1947), старший сын предыдущего
  - Наследник титула: Сомерлед Александр Босвилл Макдональд из Слита Младший (род. 30 января 1976), единственный сын предыдущего
    - Наследник наследника: Александр Уильям Босвилл Макдональд (род. 2 апреля 2005), старший сын предыдущего и Шарлотты Перкинс.